# 上村吉弥 (6代目)
六代目 上村 吉弥（かみむら きちや、1955年〈昭和30年〉4月27日 - ）は歌舞伎役者。屋号は美吉屋。定紋は折敷型世の字。歌舞伎名跡「上村吉彌」の当代。
上方歌舞伎に留まらず、東京の舞台でも重要な役を勤める。

## 略歴
- 1955年 - 和歌山県伊都郡高野口町（現・和歌山県橋本市）出身。
- 1973年8月 - 片岡我當に入門。
- 同年10月 - 初代片岡千次郎を名乗り初舞台。
- 1987年11月 - 歌舞伎座で名題昇進。
- 1993年11月 - 南座『草摺引』の舞鶴ほかで六代目上村吉弥を襲名。

南座「歌舞伎鑑賞教室」第1回（1993年）から第23回まで連続出演。
2020年から3年連続で自主公演『みよしや一門会』を開催。

## 受賞
- 1986年 十三夜会賞奨励賞、咲くやこの花賞
- 1997年 和歌山県文化奨励賞
- 1987年 大阪府民劇場奨励賞
- 1997年 国立劇場奨励賞（１月『壇浦兜軍記』茶店の娘お花役）、和歌山県文化奨励賞
- 1999年 歌舞伎座賞
- 2006年 国立劇場奨励賞（11月『元禄忠臣蔵』腰元おうめ役）
- 2001年 重要無形文化財（総合認定）に認定、伝統歌舞伎保存会会員となる。
- 2002年 松竹会長賞
- 2016年 第三十五回京都府文化賞功労賞
- 2021年 大阪文化祭賞
- 国立劇場優秀賞（2007年11月『摂州合邦辻』の合邦妻おとく/ 2012年10月『塩原多助一代記』の後家お亀/ 2017年10月『霊験亀山鉾』の丹波屋おりき/ 2019年12月『近江源氏先陣館』の盛綱母微妙）

## 出演作品（抜粋）
- 『彦山権現誓助剣－毛谷村－』お幸
- 『桜姫東文章』長浦
- 『天守物語』薄
- 『傾城反魂香』おとく
- 『近江源氏先陣館』微妙
- 『帯屋』お絹
- 『実盛物語』葵御前
- 『猿若江戸の初櫓』福富屋女房ふく
- 『夏祭浪花鑑』お梶
- 『京鹿子娘道成寺』白拍子花子